# Gouvernement Juppé I
Ne doit pas être confondu avec Gouvernement Juppé II.
Ve République
Gouvernement Édouard Balladur Gouvernement Alain Juppé II
Le gouvernement Juppé I est le gouvernement de la République française du 17 mai 1995 au 7 novembre 1995. Premier gouvernement du premier mandat du président de la République Jacques Chirac, il est dirigé par Alain Juppé. Il est le 25e gouvernement de la Ve République française.

## Coalition
Le gouvernement Alain Juppé est soutenu par une coalition gouvernementale de droite et centre droit, formée entre le Rassemblement pour la République (RPR) et l'Union pour la démocratie française (UDF), qui dispose de 492 députés sur 577, soit 85,1 % des sièges de l'Assemblée nationale. Cependant, l'élection présidentielle fut principalement un duel fratricide entre Jacques Chirac et Édouard Balladur et malgré une réconciliation officielle dès l'entre-deux-tours, Chirac donna comme consigne de ne pas nommer des « traîtres » au gouvernement. Les principaux Balladuriens ainsi que les membres du RPR qui s'y sont ralliés ne sont donc pas nommés,.

## Composition initiale
Le Premier ministre est nommé le 17 mai 1995 et les membres du Gouvernement le 18 mai 1995.

### Premier ministre
| Image       | Fonction         | Nom | Nom         | Parti |
| ----------- | ---------------- | --- | ----------- | ----- |
| Alain Juppé | Premier ministre |     | Alain Juppé | RPR   |

### Ministres
| Image                   | Fonction | Nom | Nom                     | Parti                |
| ----------------------- | --- | --- | ----------------------- | -------------------- |
| Jacques Toubon          | Garde des Sceaux, ministre de la Justice                                                                          |     | Jacques Toubon          | RPR                  |
| Alain Madelin           | Ministre de l'Économie et des Finances                                                                            |     | Alain Madelin           | UDF-PR               |
| François Bayrou         | Ministre de l'Éducation nationale, de l'Enseignement supérieur, de la Recherche et de l'Insertion professionnelle |     | François Bayrou         | UDF-CDS              |
|                         | Ministre de l'Aménagement du territoire, de l'Équipement et des Transports                                        |     | Bernard Pons            | RPR                  |
|                         | Ministre des Affaires étrangères                                                                                  |     | Hervé de Charette       | UDF-PR puis UDF-PPDF |
| Charles Millon          | Ministre de la Défense                                                                                            |     | Charles Millon          | UDF-PR puis UDF-AD   |
| Jean-Louis Debré        | Ministre de l'Intérieur                                                                                           |     | Jean-Louis Debré        | RPR                  |
|                         | Ministre des Relations avec le Parlement                                                                          |     | Roger Romani            | RPR                  |
| Jacques Barrot          | Ministre du Travail, du Dialogue social et de la Participation                                                    |     | Jacques Barrot          | UDF-CDS              |
| Philippe Douste-Blazy   | Ministre de la Culture                                                                                            |     | Philippe Douste-Blazy   | UDF-CDS              |
| Jean Arthuis            | Ministre du Développement économique et du Plan                                                                   |     | Jean Arthuis            | UDF-CDS              |
| Claude Goasguen         | Ministre de la Réforme de l'État, de la Décentralisation et de la Citoyenneté                                     |     | Claude Goasguen         | UDF-CDS              |
| Jean Puech (à droite)   | Ministre de la Fonction publique                                                                                  |     | Jean Puech              | UDF-PR               |
|                         | Ministre de la Santé publique et de l'Assurance maladie                                                           |     | Élisabeth Hubert        | RPR                  |
| Éric Raoult             | Ministre chargé de l'Intégration et de la Lutte contre l'exclusion                                                |     | Éric Raoult             | RPR                  |
|                         | Ministre de la Solidarité entre les générations                                                                   |     | Colette Codaccioni      | RPR                  |
|                         | Ministre de l'Agriculture et de l'Alimentation                                                                    |     | Philippe Vasseur        | UDF-PR               |
|                         | Ministre de l'Industrie                                                                                           |     | Yves Galland            | UDF-PRV              |
| Pierre-André Périssol   | Ministre du Logement                                                                                              |     | Pierre-André Périssol   | RPR                  |
| Jean-Pierre Raffarin    | Ministre des Petites et moyennes entreprises, du Commerce et de l'Artisanat                                       |     | Jean-Pierre Raffarin    | UDF-PR puis UDF-PPDF |
| François Fillon         | Ministre des Technologies de l'information et de La Poste                                                         |     | François Fillon         | RPR                  |
| Jean-Jacques de Peretti | Ministre de l'Outre-mer                                                                                           |     | Jean-Jacques de Peretti | RPR                  |
| Corinne Lepage          | Ministre de l'Environnement                                                                                       |     | Corinne Lepage          | GÉ                   |
| Guy Drut                | Ministre de la Jeunesse et des Sports                                                                             |     | Guy Drut                | RPR                  |
| Françoise de Panafieu   | Ministre du Tourisme                                                                                              |     | Françoise de Panafieu   | RPR                  |
|                         | Ministre des Anciens combattants et Victimes de guerre                                                            |     | Pierre Pasquini         | RPR                  |

### Ministres délégués
| Image                       | Fonction                                  | Ministre de rattachement         | Nom | Nom              | Parti |
| --------------------------- | ----------------------------------------- | -------------------------------- | --- | ---------------- | ----- |
| Jacques Godfrain (à droite) | Ministre délégué à la Coopération         | Ministre des Affaires étrangères |     | Jacques Godfrain | RPR   |
| Michel Barnier              | Ministre délégué aux Affaires européennes | Ministre des Affaires étrangères |     | Michel Barnier   | RPR   |

### Secrétaires d'État
| Image                   | Fonction                                           | Ministre de rattachement                                                                                          | Nom | Nom                   | Parti    |
| ----------------------- | -------------------------------------------------- | --- | --- | --------------------- | -------- |
| Xavier Emmanuelli       | Secrétaire d'État à l'Action humanitaire d'urgence | Premier ministre                                                                                                  |     | Xavier Emmanuelli     | DVG      |
|                         | Secrétaire d'État pour l'Emploi                    | Premier ministre                                                                                                  |     | Anne-Marie Couderc    | UDF-PR   |
| François Baroin         | Secrétaire d'État, porte-parole du gouvernement    | Premier ministre                                                                                                  |     | François Baroin       | RPR      |
| François d'Aubert       | Secrétaire d'État au Budget                        | Ministre de l'Économie et des Finances puis Ministre de l'Économie, des Finances et du Plan                       |     | François d'Aubert     | UDF-PR   |
| Hervé Gaymard           | Secrétaire d'État aux Finances                     | Ministre de l'Économie et des Finances puis Ministre de l'Économie, des Finances et du Plan                       |     | Hervé Gaymard         | RPR      |
|                         | Secrétaire d'État à l'Enseignement supérieur       | Ministre de l'Éducation nationale, de l'Enseignement supérieur, de la Recherche et de l'Insertion professionnelle |     | Jean de Boishue       | RPR      |
|                         | Secrétaire d'État à la Recherche                   | Ministre de l'Éducation nationale, de l'Enseignement supérieur, de la Recherche et de l'Insertion professionnelle |     | Élisabeth Dufourcq    | UDF-AD   |
|                         | Secrétaire d'État à l'Enseignement scolaire        | Ministre de l'Éducation nationale, de l'Enseignement supérieur, de la Recherche et de l'Insertion professionnelle |     | Françoise Hostalier   | UDF-PPDF |
|                         | Secrétaire d'État au Développement rural           | Ministre de l'Aménagement du territoire, de l'Équipement et des Transports                                        |     | Raymond-Max Aubert    | RPR      |
| Anne-Marie Idrac        | Secrétaire d'État aux Transports                   | Ministre de l'Aménagement du territoire, de l'Équipement et des Transports                                        |     | Anne-Marie Idrac      | UDF-CDS  |
| Margie Sudre (à droite) | Secrétaire d'État chargé de la Francophonie        | Ministre des Affaires étrangères                                                                                  |     | Margie Sudre          | DVD      |
| Françoise de Veyrinas   | Secrétaire d'État aux Quartiers en difficulté      | Ministre chargé de l'Intégration et de la Lutte contre l'exclusion                                                |     | Françoise de Veyrinas | UDF-CDS  |
| Nicole Ameline          | Secrétaire d'État à la Décentralisation            | Ministre de la Réforme de l'État, de la Décentralisation et de la Citoyenneté                                     |     | Nicole Ameline        | UDF-PR   |
|                         | Secrétaire d'État au Commerce extérieur            | Ministre de l'Industrie                                                                                           |     | Christine Chauvet     | UDF-PR   |

## Répartition partisane
| Parti                          | Parti                                              | Premier ministre | Ministres | Ministres délégués | Secrétaires d'État | Total |  |
| ------------------------------ | -------------------------------------------------- | ---------------- | --------- | ------------------ | ------------------ | ----- |  |
| Répartition le 18 mai 1995     | Répartition le 18 mai 1995                         | 1                | 26        | 2                  | 14                 | 43    |  |
|                                | Rassemblement pour la République                   | 1                | 13        | 2                  | 4                  | 20    |  |
|                                | UDF - Parti républicain                            |                  | 6         |                    | 5                  | 13    |  |
|                                | UDF - Centre des démocrates sociaux                | 5                |           | 2                  | 7                  |       |  |
|                                | UDF - Parti radical valoisien                      | 1                |           |                    | 1                  |       |  |
|                                | Génération écologie                                | 1                |           |                    | 1                  |       |  |
|                                | Union pour la démocratie française                 |                  |           | 1                  | 1                  |       |  |
|                                | Divers droite                                      |                  |           | 1                  | 1                  |       |  |
|                                | Divers gauche                                      |                  |           | 1                  | 1                  |       |  |
|                                |                                                    |                  |           |                    |                    |       |  |
| Répartition le 7 novembre 1995 | Répartition le 7 novembre 1995                     | 1                | 25        | 2                  | 14                 | 42    |  |
|                                | Rassemblement pour la République                   | 1                | 13        | 2                  | 4                  | 20    |  |
|                                | UDF - Centre des démocrates sociaux                |                  | 5         |                    | 2                  | 7     |  |
|                                | UDF - Parti républicain                            | 2                |           | 4                  | 6                  |       |  |
|                                | UDF - Parti populaire pour la démocratie française | 2                |           | 1                  | 3                  |       |  |
|                                | Union pour la démocratie française                 | 1                |           | 1                  | 2                  |       |  |
|                                | UDF - Parti radical valoisien                      | 1                |           |                    | 1                  |       |  |
|                                | Génération écologie                                | 1                |           |                    | 1                  |       |  |
|                                | Divers droite                                      |                  |           | 1                  | 1                  |       |  |
|                                | Divers gauche                                      |                  |           | 1                  | 1                  |       |  |

## Féminisation du gouvernement
Le gouvernement compte douze femmes ministres, bien qu'aucune n'occupe un ministère régalien : Élisabeth Hubert, Colette Codaccioni, Corinne Lepage, Françoise de Panafieu, Anne-Marie Couderc, Élisabeth Dufourcq, Françoise Hostalier, Anne-Marie Idrac, Margie Sudre, Nicole Ameline, Françoise de Veyrinas et Christine Chauvet.

## Ajustement et remaniement

### Ajustement du 20 mai 1995
Le ministère de l'Agriculture et de l'Alimentation devient le ministère de l'Agriculture, de la Pêche et de l'Alimentation.

### Remaniement du 26 août 1995
Alain Madelin démissionne à la suite de propos polémiques,. Il est remplacé par Jean Arthuis. Le ministère du Développement économique et du Plan est de ce fait supprimé.

## Démission
Le gouvernement Alain Juppé démissionne le 7 novembre 1995.

## Déclaration de politique générale
Le 23 mai 1995, le Premier ministre obtient la confiance de l'Assemblée nationale par 447 voix pour, 85 contre et 6 abstentions.
| Position   | Groupe | Groupe | Groupe | Groupe | Groupe | Non-inscrits | Total |
| Position   | COM    | SOC    | RL     | UDF    | RPR    | Non-inscrits | Total |
| ---------- | ------ | ------ | ------ | ------ | ------ | ------------ | ----- |
| Position   |        |        |        |        |        | Non-inscrits | Total |
| POUR       | 0      | 0      | 10     | 199    | 236    | 2            | 447   |
| CONTRE     | 23     | 56     | 6      | 0      | 0      | 0            | 85    |
| ABSTENTION | 0      | 0      | 5      | 0      | 0      | 1            | 6     |
| NON-VOTANT | 0      | 0      | 1      | 12     | 20     | 0            | 33    |